# مانويل مونيوث
مانويل مونيوث (بالإسبانية: Manuel Muñoz)‏ (28 أبريل 1928 في تشيلي - 17 ديسمبر 2022) هو لاعب كرة قدم تشيلي في مركز الدفاع، شارك في كأس العالم 1950 وكأس أمريكا الجنوبية 1955. وشارك مع منتخب تشيلي لكرة القدم. أما مع النوادي، فقد لعب مع كولو-كولو.

## وصلات خارجية
- مانويل مونيوث على موقع الاتحاد الدولي (مؤرشف)  (الإنجليزية)
- مانويل مونيوث على موقع قاعدة بيانات كرة القدم.إي يو (الإنجليزية)
- مانويل مونيوث على موقع ناشيونال فوتبول تيمز (الإنجليزية)
- مانويل مونيوث على موقع Soccerway.com (الإنجليزية)
- مانويل مونيوث على موقع عالم كرة القدم.نت (الإنجليزية)